# Сільченкова Катерина Вадимівна
Катерина Вадимівна Сільченкова (до шлюбу — Росик; 1 січня 1991, Мелітополь, Запорізька область, Українська РСР, СРСР) — українська волейболістка, догравальник.

## Життєпис
Вихованка Мелітопольської дитячої юнацької спортивної школи, займається волейболом з 2005 року. Перша тренерка в Мелітополі — Зінаїда Санькова, у Запоріжжі — Любов Перебийнос. 
Чемпіонка літніх молодіжних ігор України. В «Орбіті-ЗТМК-ЗНУ» виступає на позиції нападниці, під № 7, капітан команди з 2011 року.
Закінчила в 2013 році факультет фізичного виховання та спорту в Запорізькому національному університеті.

## Клуби
| Роки      | Команди                           |
| --------- | --------------------------------- |
| 2009—2015 | «Орбіта» (Запоріжжя)              |
| 2015—2017 | «Хімік» (Южне)                    |
| 2017—2019 | «Аль-Ахлі» (Каїр)                 |
| 2019—2020 | «Ясберень»                        |
| 2020—2022 | «Прометей» (Слобожанське)         |
| 2022—2023 | «Аланта» (Дніпро)                 |
| 2023—2024 | «Буковинка» (Чернівці)            |
| 2024—     | «Воллейбук-ЧНУ-ЧОДЮСШ» (Чернівці) |

## Досягнення
- Бронзовий призер Універсіади (1): 2017
- Чемпіон України (4): 2016, 2017, 2021, 2022; бронзовий призер (3): 2013, 2023, 2024
- Володар кубка України (4): 2016, 2017, 2021, 2022; бронзовий призер (1): 2013
- Володар суперкубка України (2): 2020, 2021
- Володар кубка ліги (1): 2022
- Чемпіон Африки (2): 2018, 2019
- Володар кубка арабських країн (1): 2018; срібний призер (1): 2019
- Чемпіон Єгипту (2): 2018, 2019
- Володар кубка Єгипту (2): 2018, 2019

## Галерея

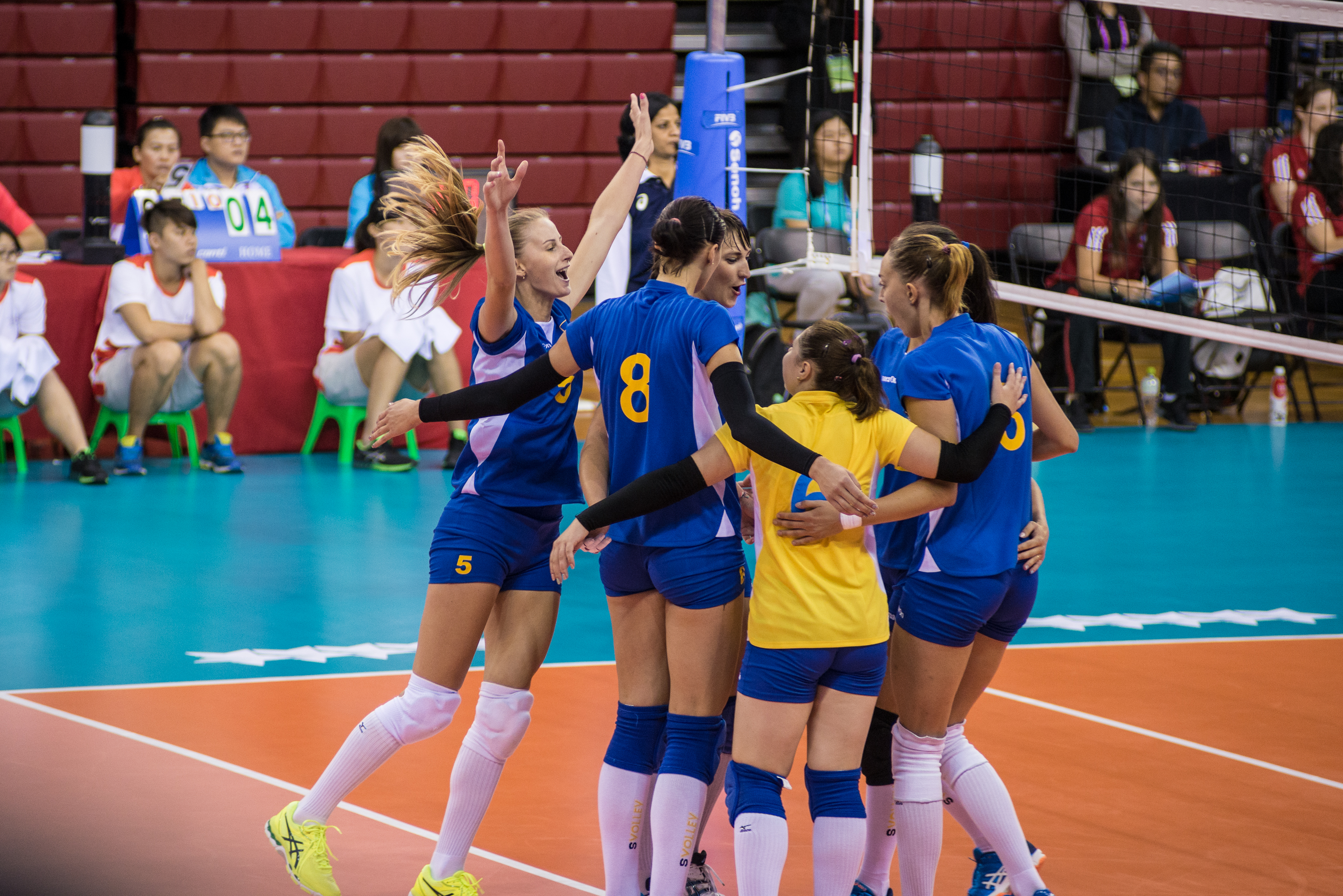
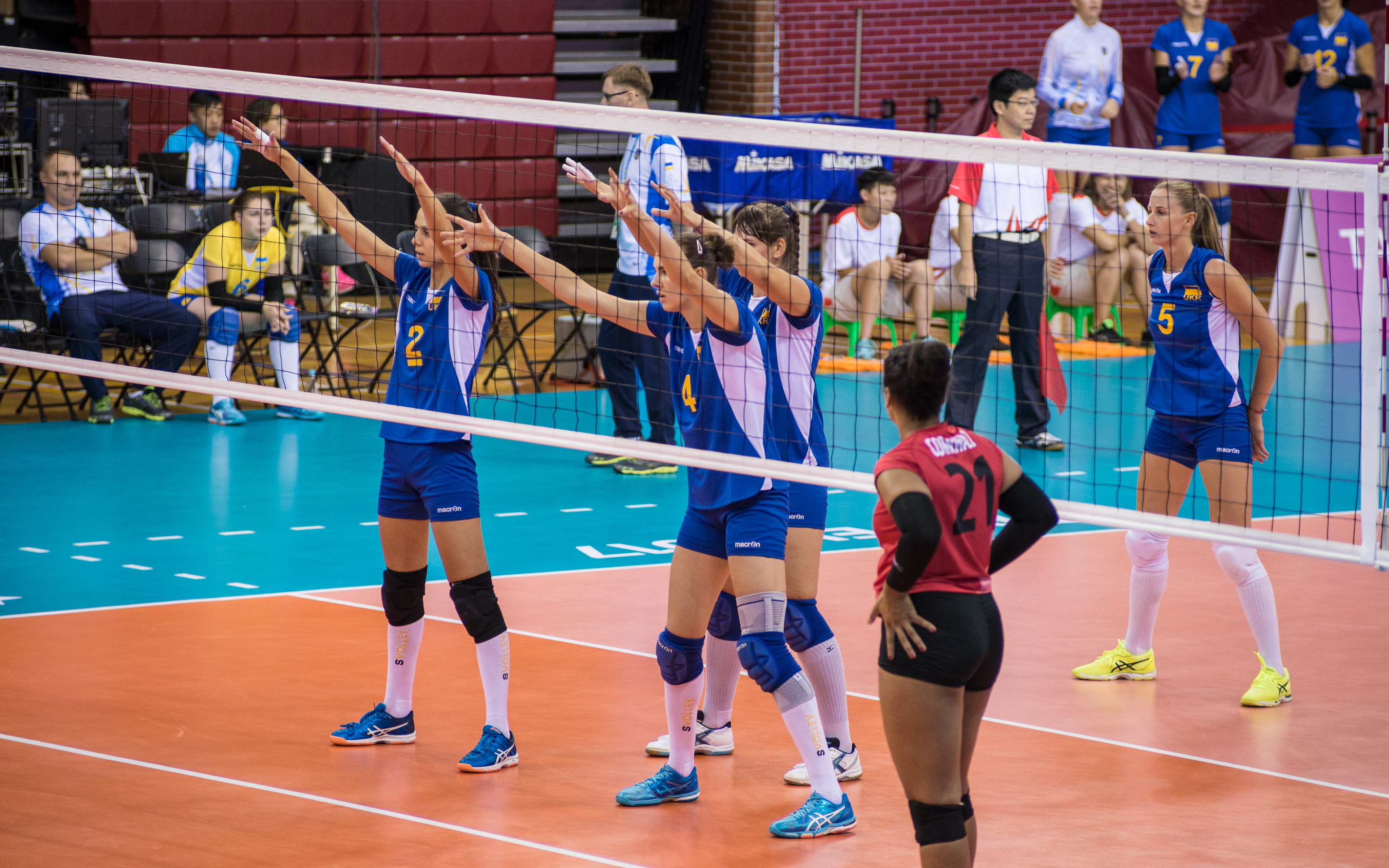

## Статистика
Статистика виступів в єврокубках:
| Сезон   | Клуб                      | Турнір         | Ігри | Сети | Очки | Ср.  | Примітки |
| ------- | ------------------------- | -------------- | ---- | ---- | ---- | ---- | -------- |
| 2013/14 | «Орбіта» (Запоріжжя)      | Кубок ЄКВ      |      |      |      |      |          |
| 2014/15 | «Орбіта» (Запоріжжя)      | Кубок ЄКВ      | 2    | 10   | 36   | 3,6  |          |
|         | «Орбіта» (Запоріжжя)      | Кубок виклику  | 3    | 9    | 29   | 3,22 |          |
| 2015/16 | «Хімік» (Южне)            | Кубок ЄКВ      | 6    | 18   | 33   | 1,83 |          |
| 2016/17 | «Хімік» (Южне)            | Ліга чемпіонів | 2    | 6    | 5    | 0,83 |          |
|         | «Хімік» (Южне)            | Кубок ЄКВ      | 3    | 13   | 5    | 2,6  |          |
| 2020/21 | «Прометей» (Кам'янське)   | Ліга чемпіонів | 2    | 5    | 14   | 2,8  |          |
|         | «Прометей» (Кам'янське)   | Кубок ЄКВ      | 2    | 7    | 16   | 2,29 |          |
| 2021/22 | «Прометей» (Слобожанське) | Ліга чемпіонів | 6    | 6    | 2    | 0,33 |          |